# Czarny Bór (gmina w powiecie wałbrzyskim)
Czarny Bór – gmina wiejska w województwie dolnośląskim, w powiecie wałbrzyskim. W latach 1975–1998 gmina położona była w województwie wałbrzyskim.
Siedziba gminy to Czarny Bór. Herbem gminy jest wieża w Czarnym Borze pochodząca z około XII wieku. 
Według danych z 30 czerwca 2004 gminę zamieszkiwały 4804 osoby. Natomiast według danych z 31 grudnia 2019 roku gminę zamieszkiwało 4840 osób. Według danych z 30 czerwca 2020 roku gminę zamieszkiwało 4850 osób.
Czarny Bór to gmina typowo górska. Należy do najmniejszych gmin województwa dolnośląskiego. Brak jest na terenie gminy większych zakładów pracy; jedyny to Kopalnie Melafiru Spółka z o.o. w Czarnym Borze. Wydobywany kamień jest surowcem do budowy dróg kolejowych i autostrad w kraju i za granicą. 
Położenie gminy na starych ziemiach piastowskich w sąsiedztwie Krzeszowa sprawia, że gmina należy do chętnie odwiedzanych przez turystów. Posiada zabytki sakralne, takie jak: kościoły, kapliczki przydrożne, krzyże pokutne, a także zespoły pałacowe z parkami przydworskimi. Przez Czarny Bór przebiegają liczne szlaki turystyczne (m.in. Główny Szlak Sudecki).

## Struktura powierzchni
Według danych z roku 2002 gmina Czarny Bór ma obszar 66,31 km², w tym:
- użytki rolne: 61%
- użytki leśne: 35%

Gmina stanowi 12,9% powierzchni powiatu.

## Demografia

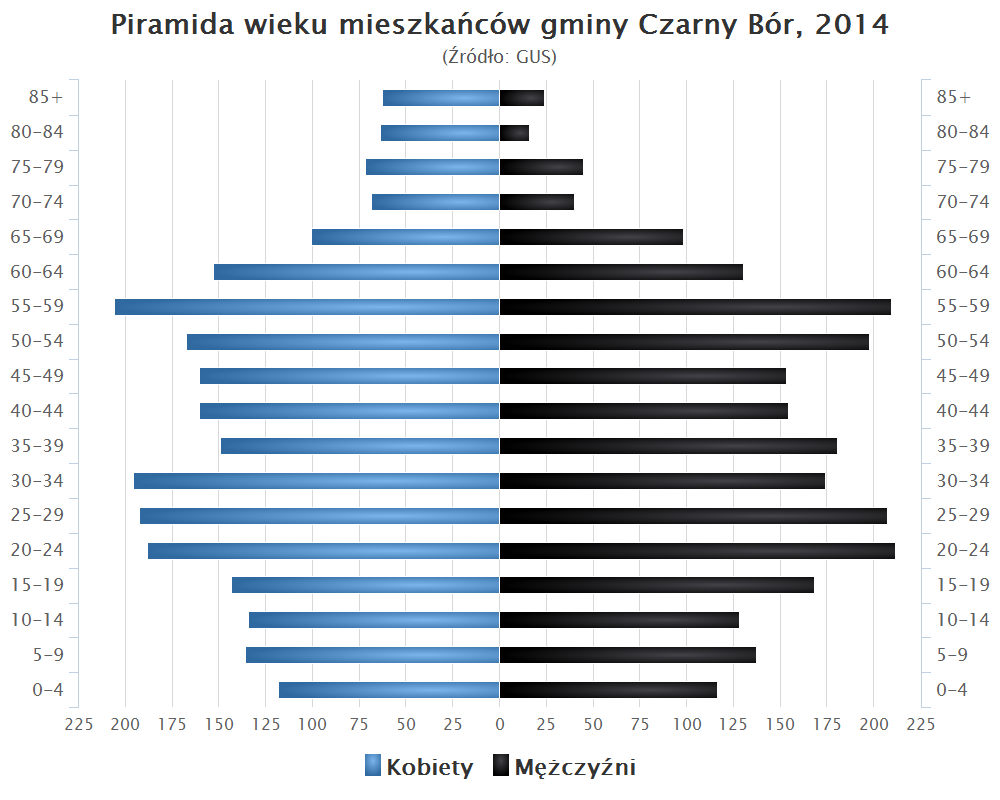
Piramida wieku mieszkańców gminy Czarny Bór w 2014 roku

Dane z 30 czerwca 2004:
| Opis                              | Ogółem | Ogółem | Kobiety | Kobiety | Mężczyźni | Mężczyźni |
| --------------------------------- | ------ | ------ | ------- | ------- | --------- | --------- |
| jednostka                         | osób   | %      | osób    | %       | osób      | %         |
| populacja                         | 4804   | 100    | 2456    | 51,1    | 2348      | 48,9      |
| gęstość zaludnienia (mieszk./km²) | 72,4   | 72,4   | 37      | 37      | 35,4      | 35,4      |

## Sołectwa
Borówno, Czarny Bór, Grzędy, Grzędy Górne, Jaczków, Witków.

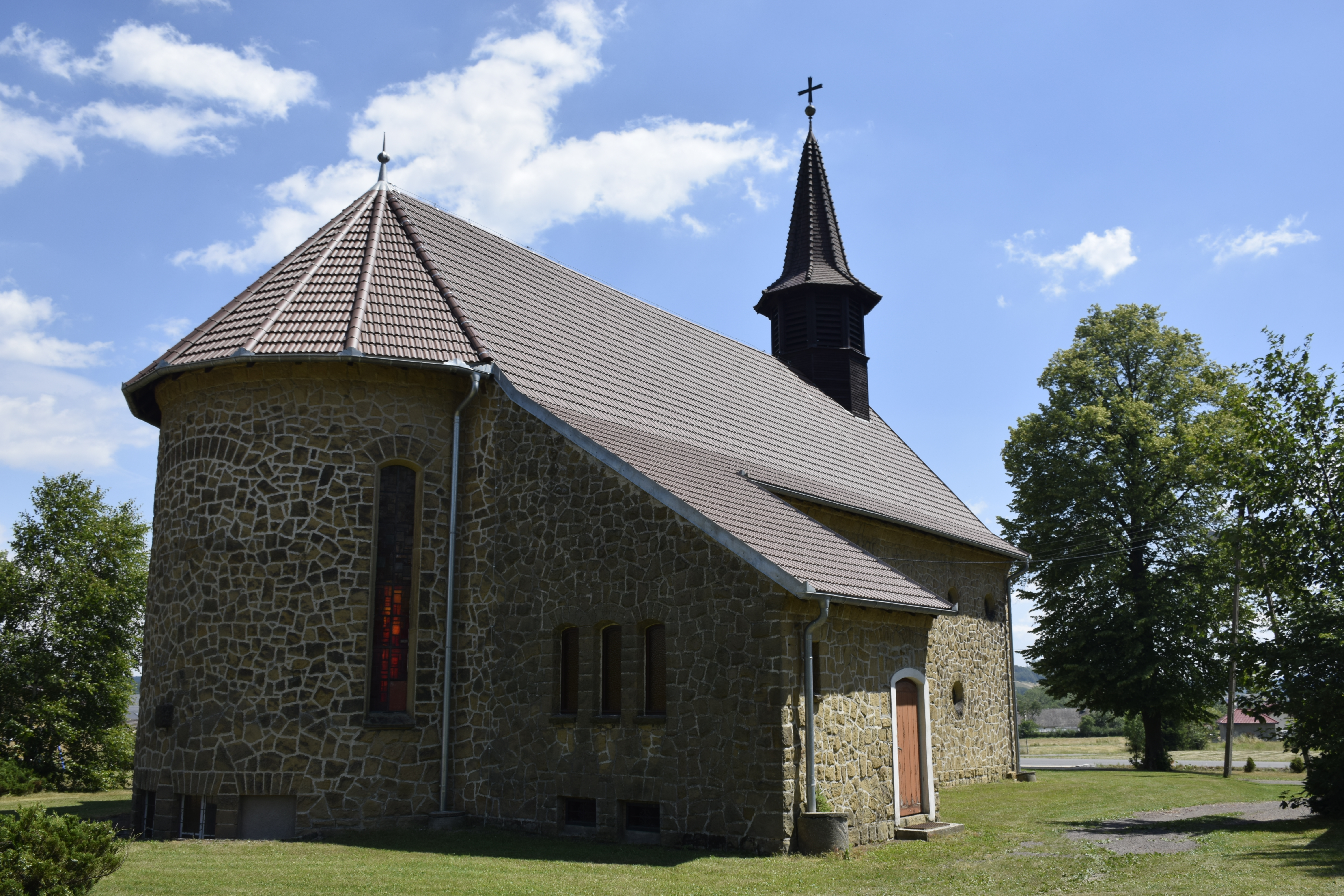
Borówno

## Sąsiednie gminy
Boguszów-Gorce, Kamienna Góra (gmina miejska), Kamienna Góra (gmina wiejska), Marciszów, Mieroszów, Stare Bogaczowice